# Herman van den Bergh (dichter)

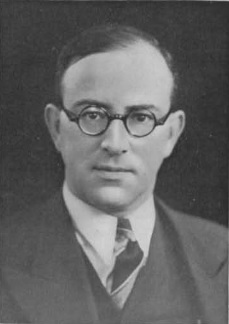
Herman van den Bergh

Herman van den Bergh (Amsterdam, 30 januari 1897 - Rome, 1 augustus 1967) was een Joods Nederlands dichter, journalist en publicist. 
Hij was tussen 1918 en 1921 redacteur van Het Getij (1916-1924) en in 1924 medeoprichter en redacteur van De Vrije Bladen waaruit in 1932 Forum is voortgekomen. Van den Bergh wordt gezien als de eerste vitalist.

## Levensloop
Van den Bergh werd geboren in een Joods gezin. Na zijn studie rechten in Amsterdam, waar hij in 1919 promoveerde op stellingen, volgde Herman van den Bergh een muziekopleiding en speelde hij viool in het Koninklijk Concertgebouworkest. Als journalist van De Telegraaf, waar hij tot 1941 aan verbonden bleef, was hij tussen 1930 en 1936 werkzaam in Rome en Parijs. Ook reisde hij rond in Zuidoost-Europa, Klein-Azië en Noord-Afrika. In april 1938 ontving hij van het Italiaans Ministerie van Buitenlandse Zaken een onderscheiding wegens verdiensten voor de Italiaanse cultuur. Na de Tweede Wereldoorlog werd Van den Bergh (eind)redacteur van de Winkler Prins Encyclopedie. In 1951 promoveerde hij aan de Rijks-Universiteit te Utrecht in de letteren en wijsbegeerte op een proefschrift over Giambattista Casti. Daarna keerde hij terug naar de Universiteit van Amsterdam waar hij in 1952 privaatdocent Italiaanse cultuurgeschiedenis werd. In 1962 werd hij daar lector in de Italiaanse letterkunde.
Nadat in 1950 de aandacht opnieuw op de vitale stijl van zijn vroege poëzie werd gevestigd, verscheen in 1954 zijn Verzamelde gedichten, waarin alleen de gedichten uit De Boog en De Spiegel waren opgenomen. Daarna begon een nieuwe periode van dichterlijke werkzaamheid met poëzie van een ander karakter dan uit de eerste periode. In 1958 ontving Herman van den Bergh voor zijn gehele oeuvre de eerste Boekenmarkt-prijs.

## Plagiaat
In 1961 werd Van den Bergh gedwongen in De Gids een ‘Verklaring’ te laten opnemen met zijn erkenning dat hij in 1959 in datzelfde tijdschrift vertalingen van gedichten van Wallace Stevens en Stephen Crane onder zijn eigen naam had gepubliceerd. Als excuus gaf hij dat hij de teksten uit een la met allerlei notities had gehaald. Van de genoemde dichters zou hij nog nooit hebben gehoord, stelde hij. Het Engels zou hij te slecht beheersen om eruit te kunnen vertalen.
In 1965 verschenen er van Kees Helsloot over dit plagiaat enkele artikelen in Maatstaf alsmede over enkele tot dan toe  onbekende gevallen. In 1982 voegde August Willemsen er in datzelfde tijdschrift nog enkele gevallen aan toe: gedichten van Fernando Pessoa en Carlos Drummond de Andrade presenteerde Van den Bergh als eigen werk.

## Werken
Een selectie van de werken van Herman van den Bergh.
- De boog (1917)
- De spiegel (1925)
- Nieuwe tucht (1928) (poëtische beschouwingen)
- Het litteken van Odysseus (1956)
- Kansen op een wrak (1957)
- Verstandhouding met de vijand (1958)
- Stenen tijdperk (1960)
- Niet hier, niet heden (1962)